# Pseudosphetta moorei
Pseudosphetta moorei là một loài bướm đêm trong họ Noctuidae.